# Casearia mexiae
Casearia mexiae là một loài thực vật có hoa trong họ Liễu. Loài này được Sandwith mô tả khoa học đầu tiên năm 1949.